# Marianne Stone
Marianne Stone, född Mary Haydon Stone 23 augusti 1922 i King's Cross, London, död 21 december 2009 i samma stad, var en brittisk skådespelerska.

## Rollista i urval
- 1947 – Lagt kort ligger
- 1953 – På galej i Boulogne
- 1954 – I mannens våld
- 1957 – Den andra kvinnan
- 1957 – Oss mördare emellan
- 1957 – Panik på kapplöpningsbanan
- 1958 – Titanics undergång
- 1959 – De 39 stegen
- 1959 – Man är väl diplomat
- 1959 – Nu tar vi tempen
- 1960 – Tyst vrede
- 1962 – Lolita
- 1964 – Yeah! Yeah! Yeah!
- 1966 – Man bara dör... eller historien om det lefvande liket
- 1967 – De upproriska
- 1967 – Grevinnan från Hongkong
- 1969 – Oh, vilket makalöst krig
- 1971 – Richard och pingvinerna
- 1975 – Nu tar vi romarna
- 1977–1978 – Hemliga armén (TV-serie)
- 1979 – Krigsmaskinen (miniserie)